# Jarosław Iwaszkiewicz
Jarosław Leon Iwaszkiewicz (Kalnik, Ucraïna, 20 de febrer de 1894 - Varsòvia, 2 de març de 1980) va ser un destacat escriptor polonès del segle xx, poeta, dramaturg, assagista, crític i traductor.
Va néixer a Kalnik, prop de Kíiv. Va estudiar Dret a la Universitat de Kíiv, i música al Conservatori de la mateixa ciutat. El 1919, va ser el cofundador —juntament amb Julian Tuwim i Antoni Słonimski— del grup poètic d'avantguarda Skamander. Entre 1923 i 1925 va ser secretari del president del Parlament de Polònia. Més tard va ser diplomàtic, primer destinat a Copenhaguen (1932-1935) i després a Brussel·les (1935-1936).
Després de la Segona Guerra Mundial, va ser diputat del Parlament polonès des del 1952. Al llarg de la seva vida, va dirigir diverses revistes literàries. Va ser professor de literatura a la Universitat de Varsòvia. Va traduir de l'anglès, danès, francès, rus, italià i espanyol al polonès.

## Obra poètica
Com a poeta, és autor de Les octaves (1919), L'estiu de 1932 (1933) i La geografia del temps feliç (1977). Entre les seves obres narratives destaquen Mare Joana dels Àngels (Matka Joanna od Aniołów, 1946), El vell camí (Stara cegielnia, 1946), Fama i glòria (Sława i chwała, 1956-1962), Els amants de Marone (1961) i De gossos, gats i diables (1968). Va escriure també assajos musicals, obres de teatre (La mascarada, 1938; El matrimoni de Monsieur Balzac, 1959), records de viatges i un llibre autobiogràfic (Llibre dels meus records, 1968).

## Iwaszkiewicz i Szymanowski
Amic del compositor polonès Karol Szymanowski, va escriure per a ell el llibret de l'òpera El rei Roger. Szymanowski va confiar a Iwaszkiewicz el manuscrit de la novel·la Efebos, que pel seu contingut homoeròtic no volia publicar fins després de la defunció de la seva mare. El compositor va morir abans que aquesta i el manuscrit es va perdre el 1939, quan la casa de Iwaszkiewicz va quedar destruïda pels bombardejos nazis durant el setge de Varsòvia.

## Adaptacions cinematogràfiques
Algunes de les obres de Iwaszkiewicz van ser portades al cinema, entre altres pels directors Jerzy Kawalerowicz (Mare Joana dels Àngels) i Andrzej Wajda (Les senyoretes de Wilko i El bosc de bedolls).